# Yerbera

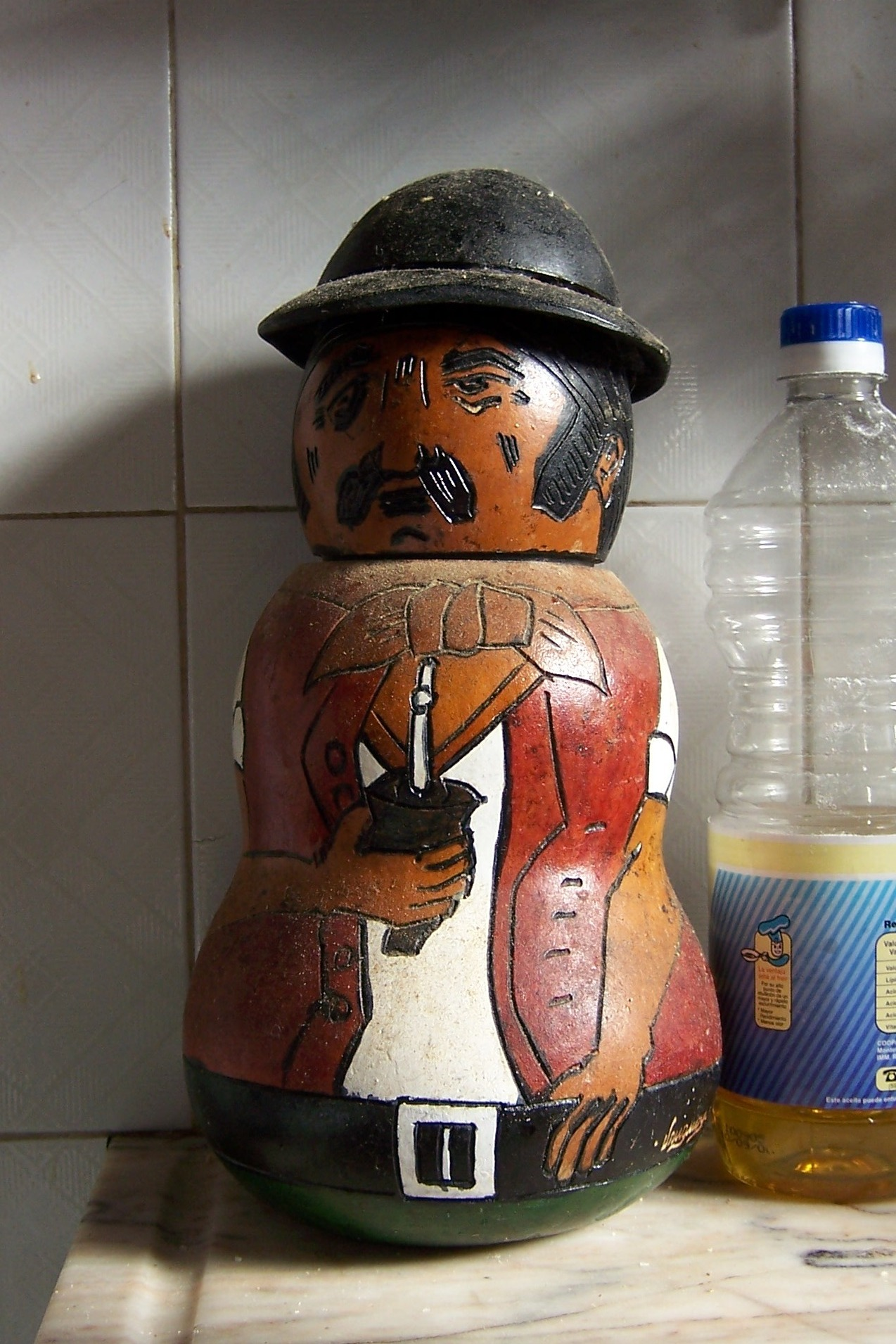
Urugwajska Yerbera z tykwy.

Yerbera – pojemnik do przechowywania yerba mate. Zabezpiecza przed wysuszeniem i ułatwia dozowanie suszu. 
Yerbera występuje w wielu formach, m.in.:
- metalowej puszki z dozownikiem
- często ozdobnego kubka z pokrywką (np. ze stali, srebra, tykwy)
- drewnianego pudełka z dozownikiem u dołu
- usztywnionej torby ze skóry